# 라리사 (모델)
라리사(러시아어: Ла Риса, 1983년 10월 5일~)는 러시아계 한국인 모델 출신의 대한민국의 방송연예인 및 배우 겸 모델이고, 구 소비에트 연방의 모스크바 출생으로, 2002년에 러시아의 북서 연방관구 상트 페테르부르크에서 패션 모델로 처음 데뷔를 하였다.
이토록 2002년 초봄에 러시아의 상트페테르부르크에서 패션 모델로 처음 데뷔했으며, 같은해(2002년 늦여름)에 출국과 함께 중화인민공화국의 광둥 성 광저우 지역 도시를 경유함으로 하여금, 대한민국으로 첫 입국하여, 이후 2004년 대한민국에서 잡지 모델로 활동을 시작하였고, 2005년에 대한민국 국적을 취득하였다.
이후 대한민국 국내에서는 영화 및 연극 등에도 점점 상당히 활약했고, 특히 4년 동안 몸소 나왔었던 공중파 예능 TV 프로그램 《미녀들의 수다》로써 지명도가 높아졌다. 이른바 잦은 광범위의 수준으로써의 《미녀들의 수다》의 출연으로써 지명도를 높였고, 2008년에는 넥센 히어로즈의 치어리더로도 활동하였다. 또한 2012년 11월 연극 《교수와 여제자 시즌 3 나타샤의 귀환》의 여자 주연배우로 발탁되었다.

## 주요 방송 활동
- 《아침마당》 (KBS1) - 게스트
- 《노모쇼 시즌 2》 (VIKI) - 패널
- 《송용진 라리사의 박물관 탐구생활》 (KTV) - MC
- 《Appeal》 (MBC Every 1) - 게스트
- 《미녀들의 수다》 (KBS2) - 패널
- 《생생정보통》 (KBS2) - 리포터
- 《6시 내고향》 (KBS1) - 리포터
- 《핫기어》 (플레이보이TV) - 게스트

## 영화
- 《P.S. 걸》 (2016년) - 병원 외국손님 역
- 《공사중》 (2014년)
- 《미녀들의 수다 라리사의 개인교수》 (2013년)
- 《허풍》 (2013년) - 외계녀 역
- 《은장도》 (2003년) - 미국 관광객 역

## 연극
- 《개인교수》 (2013년)
- 《교수와 여제자 시즌3 나타샤의 귀환》 (2012년) - 나타샤 역

## 홍보대사
- 2012년 10월 다문화연예조직위원회 홍보대사
- 2011년 9월 한국다문화예술원 홍보대사

## 수상
- 2012년 제2회 대한민국 다문화예술대상 모델대상
- 2011년 제1회 대한민국 다문화예술대상 10대 예술인상